# Whispering Willows
Whispering Willows (укр. Шепіт верб) — однокористувацька пригодницька хорор гра, розроблена незалежною американською студією Night Light Interactive. Головна героїня Елена Елкхорн намагається врятувати свого зниклого батька та розгадати таємниці особняка Віллоу. Маючи незвичайний амулет, який дає здібність покидати фізичне тіло, гравець має змогу досліджувати навколишній світ в образі духа та спілкуватися з померлими.

## Ланки
- Офіційний сайт (англ.)
- Whispering Willows на сайті IMDb (англ.)